# Carol Greider
Carol Greider (San Diego, 15 de abril de 1961) é uma bióloga molecular estadunidense.
Descobriu a telomerase em 1984. Suas pesquisas relacionadas à proteção dos cromossomos através do telómero, juntamente com Elizabeth Blackburn e Jack Szostak renderam o Nobel de Fisiologia ou Medicina de 2009.